# Skärvor (musikalbum)
Skärvor är ett samlingsalbum av den svenska folkmusikgruppen Sågskära, utgivet 1994 på skivbolaget Drone Music. Låtarna på albumet är tidigare utgivna 1984–1992.

## Låtlista
Där inte annat anges är text och musik trad.
1. "Prolog ölandaise ; Penningmarschen"
2. "Malins prov"
3. "Å hör ni vackre flickor..."
4. "Luring (efter Luringen och Spel-Bengten)
5. "Styfvens visa" (efter Abraham Styf)
6. "Jag stackars dräng"
7. "Där tjänade en jungfru allt uti Wexiö stad" (efter Vendela Johansson)
8. "Midsommersnatta"
9. "Israels barn" (efter Kongen af Trehörna)
10. "I hela naturen"
11. "Strömbergs häng" (efter August Strömberg)
12. "Jag haver ingen kärare" (efter Gubben Tjäder)
13. "Femton käringar"
14. "Polska från Wästervik"
15. "Kråkan ; Tusslullerilull"
16. "Midsommarpolskan (efter August Strömberg)
17. "Landtmannen" (efter Ada Karlsson)
18. "Käringen och Svenne den unge"
19. "Östra Ryd" (efter Anders Larsson)
20. "Hören I herdar"
21. "Femtonfriarpolskan"
22. "På Börjes hylla..." (efter Axel Sjölander)
23. "Sågskära (efter Astrid Borg) ; Brann strann" (efter Edith Samuelsson)
24. "Epilog delaraise ; Nu haver denna dag"